# نیکلاس دسنکلوس
نیکلاس دسنکلوس (انگلیسی: Nicolas Desenclos؛ زادهٔ ۱۱ فوریهٔ ۱۹۸۹) بازیکن فوتبال اهل فرانسه است.
از باشگاه‌هایی که در آن بازی کرده‌است می‌توان به باشگاه فوتبال اینتر میلان و باشگاه فوتبال اوپن اشاره کرد.